# Teolog
Teolog je znanstvenik, ki se ukvarja s preučevanjem teologije, ki je nujno konfesionalna, zato so tudi teologi običajno natanko določene veroizpovedi.
Za prve teologe veljajo predvsem helenistični filozofi, kot so Sokrat, Aristotel, toda prvi teologi so delovali v Grčiji že okoli leta 700 pr. n. št.